# Liste von Käsesorten aus Italien
Die Liste enthält Käsesorten aus Italien.

## Liste
| Herkunftsbezeichnung                 | Region                     | Milch von:                            | Schutz    | Typ                    | Abbildung |
| ------------------------------------ | -------------------------- | ------------------------------------- | --------- | ---------------------- | --------- |
| Asiago                               | Venetien                   | Kuh                                   | DOP – PDO | Schnitt-, Hartkäse     |           |
| Asìno                                | Friaul-Julisch Venetien    | Kuh                                   |           | Weich-, Schnittkäse    |           |
| Bagòss                               | Lombardei                  | Kuh                                   |           | Hartkäse               |           |
| Bel Paese                            | Lombardei                  | Kuh                                   |           | halbfester Schnittkäse |           |
| Bitto                                | Lombardei                  | Kuh mit Ziege                         | DOP – PDO | Hartkäse               |           |
| Bra                                  | Piemont                    | 90 % Kuh, 10 % Schaf oder Ziege       | DOP – PDO | Schnitt-, Hartkäse     |           |
| Burrata di Andria                    | Apulien                    | Kuh                                   | PGI       | Frischkäse, Filata     |           |
| Caciocavallo                         | Süditalien                 | Kuh                                   |           | Schnitt-, Hartkäse     |           |
| Caciocavallo Silano                  | Kalabrien                  | Kuh                                   | DOP – PDO | Schnitt-, Hartkäse     |           |
| Canestrato di Moliterno              | Basilikata                 | Schaf und Ziege                       | PGI       | Hartkäse               |           |
| Canestrato Pugliese                  | Apulien                    | Schaf                                 | DOP – PDO | Hartkäse               |           |
| Casatella Trevigiana                 | Venetien                   | Kuh                                   | DOP – PDO | Weichkäse              |           |
| Casciotta d’Urbino                   | Marken, Emilia-Romagna     | Kuh und Schaf                         | DOP – PDO | Schnittkäse            |           |
| Castelmagno                          | Piemont                    | Kuh oder Kuh mit Schaf und Ziege      | DOP – PDO | Schnittkäse            |           |
| Fiore Sardo                          | Sardinien                  | Schaf                                 | DOP – PDO | Hartkäse               |           |
| Fontina                              | Aostatal                   | Kuh                                   | DOP – PDO | Schnittkäse            |           |
| Formai de Mut dell’Alta Val Brembana | Lombardei                  | Kuh                                   | DOP – PDO | Schnittkäse            |           |
| Formaggio di Fossa di Sogliano       | Emilia-Romagna, Marken     | Kuh, Schaf oder Kuh und Schaf         | DOP – DPO | Schnittkäse            |           |
| Formaggio di Santo Stefano d’Aveto   | Ligurien                   | Kuh                                   |           | Schnittkäse            |           |
| Formaggella del Luinese              | Lombardei                  | Ziege                                 | DOP – PDO | Schnittkäse            |           |
| Gioddu (Joddu)                       | Sardinien                  | Schaf oder Ziege                      |           | Frischkäse             |           |
| Gorgonzola                           | Oberitalien                | Kuh                                   | DOP – PDO | Blauschimmelkäse       |           |
| Grana Padano                         | Po-Ebene                   | Kuh                                   | DOP – PDO | Hartkäse               |           |
| Mascarpone                           | Lombardei                  | Kuh                                   |           | Frischkäse             |           |
| Montasio                             | Friaul-Julisch Venetien    | Kuh                                   | DOP – PDO | Schnitt-, Hartkäse     |           |
| Monte Veronese                       | Venetien                   | Kuh                                   | DOP – PDO | Schnitt-, Hartkäse     |           |
| Morlacco del Grappa                  | Venetien                   | Kuh                                   |           | Schnittkäse            |           |
| Mozzarella di Bufala Campana         | Kampanien                  | Wasserbüffel                          | DOP – PDO | Frischkäse             |           |
| Murazzano                            | Piemont                    | Schaf oder Schaf und Kuh              | DOP – PDO | Weich-, Schnittkäse    |           |
| Nostrano Valtrompia                  | Lombardei                  | Kuh                                   | DOP – PDO | Hartkäse               |           |
| Ossolano                             | Piemont                    | Kuh                                   | DOP – PDO | Schnitt-, Hartkäse     |           |
| Padraccio                            | Kampanien                  | Ziege                                 |           | Frischkäse             |           |
| Pallone di Gravina                   | Apulien, Basilikata        | Kuh                                   |           | Schnittkäse            |           |
| Parmigiano Reggiano / Parmesan       | Emilia-Romagna             | Kuh                                   | DOP – PDO | Hartkäse               |           |
| Pecorino Crotonese                   | Kalabrien                  | Schaf und Ziege                       | DOP – PDO | Schnittkäse            |           |
| Pecorino delle Balze Volterrane      | Toskana                    | Schaf                                 | DOP – PDO | Schnittkäse            |           |
| Pecorino di Filiano                  | Basilikata                 | Schaf                                 | DOP – PDO | Schnittkäse            |           |
| Pecorino di Picinisco                | Latium                     | Schaf und Ziege                       | DOP – PDO | Schnittkäse            |           |
| Pecorino Romano                      | Latium, Sardinien, Toskana | Schaf                                 | DOP – PDO | Hartkäse               |           |
| Pecorino Sardo                       | Sardinien                  | Schaf                                 | DOP – PDO | Hartkäse               |           |
| Pecorino Siciliano                   | Sizilien                   | Schaf                                 | DOP – PDO | Hartkäse               |           |
| Pecorino Toscano                     | Toskana                    | Schaf                                 | DOP – PDO | Schnittkäse            |           |
| Piacentinu Ennese                    | Sizilien                   | Schaf                                 | DOP – PDO | Schnittkäse            |           |
| Piave                                | Venetien                   | Kuh                                   | DOP – PDO | Schnitt-, Hartkäse     |           |
| Prescinsêua                          | Ligurien                   | Kuh                                   |           | Frischkäse             |           |
| Provolone del Monaco                 | Kampanien                  | Kuh                                   | DOP – PDO | Schnittkäse            |           |
| Provolone Valpadana                  | Oberitalien                | Kuh                                   | DOP – PDO | Schnittkäse            |           |
| Puzzone di Moena                     | Trentino-Südtirol          | Kuh                                   | DOP – PDO | Schnitt-, Hartkäse     |           |
| Quartirolo Lombardo                  | Lombardei                  | Kuh                                   | DOP – PDO | Weichkäse              |           |
| Ragusano                             | Sizilien                   | Kuh                                   | DOP – PDO | Schnittkäse            |           |
| Raschera                             | Piemont                    | Kuh                                   | DOP – PDO | Schnittkäse            |           |
| Ricotta                              |                            | Schaf oder Kuh                        |           | Frischkäse             |           |
| Robiola della Val Bormida            | Ligurien                   | Schaf                                 |           | Weichkäse              |           |
| Robiola di Roccaverano               | Piemont                    | Ziege                                 | DOP – PDO | Weichkäse              |           |
| Rocchetta                            | Piemont                    | Kuh, Schaf und Ziege                  |           | Weichkäse              |           |
| Roccolo                              | Lombardei                  | Kuh                                   |           | Schnittkäse            |           |
| Scamorza                             | Mittel-/Süditalien         | Kuh                                   |           | Schnittkäse            |           |
| Salva Cremasco                       | Lombardei                  | Kuh                                   | DOP – PDO | Schnittkäse            |           |
| Silter                               | Lombardei                  | Kuh                                   | DOP – PDO | Hartkäse               |           |
| Sottocenere al tartufo               | Venetien                   | Kuh                                   |           | Schnittkäse            |           |
| Spressa delle Giudicarie             | Trentino                   | Kuh                                   | DOP – PDO | Schnitt-, Hartkäse     |           |
| Squacquerone di Romagna              | Emilia-Romagna             | Kuh                                   | DOP – PDO | Frischkäse             |           |
| Stilfser oder Stelvio                | Südtirol                   | Kuh                                   | DOP – PDO | Schnittkäse            |           |
| Storico Ribelle                      | Lombardei                  | Kuh und Ziege                         |           | Hartkäse               |           |
| Stracciatella di bufala              | Apulien                    | Wasserbüffel                          |           | Weichkäse              |           |
| Stracchino                           | Lombardei, Toskana, Veneto | Kuh, Wasserbüffel, Ziege              |           | Weichkäse              |           |
| Strachitunt                          | Lombardei                  | Kuh                                   | DOP – PDO | Weichkäse              |           |
| Taleggio                             | Oberitalien                | Kuh                                   | DOP – PDO | Weichkäse              |           |
| Testun al Barolo                     | Piemont                    | Kuh+Schaf, Kuh+Ziege oder Schaf+Ziege |           | Hartkäse               |           |
| Toma Piemontese                      | Piemont                    | Kuh                                   | DOP – PDO | Weich-, Schnittkäse    |           |
| Valle d’Aosta Fromadzo               | Aostatal                   | Kuh oder Kuh + Ziege                  | DOP – PDO | Schnitt-, Hartkäse     |           |
| Valtellina Casera                    | Lombardei                  | Kuh                                   | DOP – PDO | Schnittkäse            |           |
| Vastedda della valle del Belìce      | Sizilien                   | Schaf                                 | DOP – PDO | Schnittkäse            |           |
| Vezzena                              | Trentino                   | Kuh                                   |           | Hartkäse               |           |